# جون هاميلتون غراي
جون هاميلتون غراي (بالإنجليزية: John Hamilton Gray)‏ هو قاضي ومحامي وسياسي كندي، ولد في 3 مايو 1814 في سانت جورج في المملكة المتحدة، وتوفي في 5 يونيو 1889 في فيكتوريا في كندا. حزبياً، نشط في حزب كندا المحافظ. وقد انتخب Speaker of the Legislative Assembly of New Brunswick ‏ (1866 – 1867) وانتخب Premier of New Brunswick ‏.